# Jastrabie pri Michalovciach
Jastrabie pri Michalovciach je obec na Slovensku. Nachází se v Košickém kraji, v okrese Michalovce. Obec má rozlohu 5,74 km² a leží v nadmořské výšce 104 m. V roce 2011 v obci žilo 294 obyvatel.  První písemná zmínka o obci pochází z roku 1337.